# サイクロバクター・クリオハロレンティス
サイクロバクター・クリオハロレンティス（Psychrobacter cryohalolentis）は、プロテオバクテリア門ガンマプロテオバクテリア綱シュードモナス目モラクセラ科サイクロバクター属の種の一つであり、グラム陰性且つ非運動性の真正細菌である。

## 解説
シベリアの約40,000年前の－9～－11℃の永久凍土から、K5 T（= DSM 17306 T = VKM B-2378 T）株（この菌種のタイプ株）と名付けられて、最初に分離された。
　　
P. cryohalolentis由来の低アシル化リポ多糖は、マクロファージにおける中等度のTLR4介在性炎症反応を引き起こし、この細菌の感染症患者の局所又は全身の細菌排除機能の不全を導く。